# Áhmed Alaúí
Áhmed el-Alaúí (arabul: أحمد العاوي); (Marokkó, 1949 –) marokkói válogatott labdarúgó.

## Pályafutása

### Klubcsapatban
Az RS Settat csapatában játszott.

### A válogatottban
A marokkói válogatott tagjaként részt vett az 1970-es világbajnokságon. A Peru és a Bulgária elleni csoportmérkőzéseken pályára lépett.

## Külső hivatkozások
- Áhmed Alaúí – a FIFA adatbázisában
- Áhmed Alaúí adatlapja a National-Football-Teams.com oldalon (angolul)

- Áhmed Alaúí adatlapja a worldfootball.net oldalon (angolul)